# Neotrigonia kaiyomaruae
Neotrigonia kaiyomaruae is een tweekleppigensoort uit de familie van de Trigoniidae. De wetenschappelijke naam van de soort is voor het eerst geldig gepubliceerd in 1976 door Habe & Nomoto.